# Барбара Лоренс
Барбара Џо Лоренс (енгл. Barbara Jo Lawrence; Карнеги, 24. фебруар 1930 – 13. новембар 2013) је била америчка глумица.

## Рођење и младост
Родитељи су јој били Морис и Бернис (рођена Итон) Лоренс из Карнегија у Оклахоми, Барбара Лоренс се са мајком преселила у Канзас Сити као тинејџерка. Победила је на такмичењу лепоте Тини Тот, када је имала само 3 године.

## Смрт
Барбара Лоренс је умрла 13. новембра 2013. у Лос Анђелесу, због отказивања бубрега, имала је 83. године, а њена смрт је објављена тек 3. јануара 2014.

## Филмографија
| Година | Наслов                             | Улога                         | Напомена      |
| ------ | ---------------------------------- | ----------------------------- | ------------- |
| 1945   | Дијамантска потковица (енгл. )     | Плавуша у ноћном клубу        | Некредитована |
| 1946   | Марџи (енгл. )                     | Мерибел Тенор (енгл. )        |               |
| 1947   | Капетан из Кастиље (енгл. )        | Луиза де Карваџал (енгл. )    |               |
| 1948   | Била си ми суђена (енгл. )         | Луиз Крејн (енгл. )           |               |
| 1948   | Поздравите Бродвеј (енгл. )        | Џун Норвик (енгл. )           |               |
| 1948   | Улица без имена (енгл. )           | Џуди Стајлс (енгл. )          |               |
| 1948   | Неверно твоја (енгл. )             | Барбара Хеншлер (енгл. )      |               |
| 1949   | Писмо за три супруге (енгл. )      | Бејб Фини (енгл. )            |               |
| 1949   | Мајка је бруцош (енгл. )           | Луиз Шарп (енгл. )            |               |
| 1949   | Аутопут лопова (енгл. )            | Поли Фејбер (енгл. )          |               |
| 1950   | Пеги (енгл. )                      | Сузан Брукфилд (енгл. )       |               |
| 1951   | Била си ми суђена (енгл. )         | С. Ф. (Фокси) Роџерс (енгл. ) |               |
| 1952   | Долазе Нелсони (енгл. )            | Барбара Шуцендорф (енгл. )    |               |
| 1952   | Звезда (енгл. )                    | Барбара Лоренс (енгл. )       |               |
| 1953   | Арена (енгл. )                     | Силвија Лорган (енгл. )       |               |
| 1953   | Модел из Париза (енгл. )           | Марта Џенсен (енгл. )         |               |
| 1954   | Џеси Џејмс против Далтона (енгл. ) | Кејт Менинг (енгл. )          |               |
| 1954   | Њених дванаест мушкараца (енгл. )  | Барбара Данинг (енгл. )       |               |
| 1955   | Оклахома! (енгл. )                 | Герти Камингс (енгл. )        |               |
| 1955   | Човек са пиштољем (енгл. )         | Ен Вејкфилд (енгл. )          |               |
| 1957   | Кронос (енгл. )                    | Вера Хантер (енгл. )          |               |
| 1957   | Џои Дакота (енгл. )                | Мирна Вивер (енгл. )          |               |
| 1957   | Човек у сенци (енгл. )             | Хелен Садлер (енгл. )         |               |